# Кобыльное
Кобыльное (укр. Кобильне) — село,
Сладководненский сельский совет,
Розовский район,
Запорожская область,
Украина.
Код КОАТУУ — 2324984811. Население по переписи 2001 года составляло 152 человека.

## Географическое положение
Село Кобыльное примыкает к селу Сладководное, на расстоянии в 0,5 км расположено село Форойс.